# Liga Futsal de 2011
A Liga Futsal de 2011 é a 16.ª edição do principal torneio de futebol de salão do Brasil, à época organizado pela Confederação Brasileira de Futsal (CBFS). Nos dias atuais, corresponde oficialmente à Liga Nacional de Futsal.
Em um "projeto-relâmpago" liderado por Falcão e Ferretti, o Santos retornou ao campeonato após nove anos e conquistou seu primeiro troféu nacional. Líder isolado da primeira fase (18 vitórias em 22 partidas disputadas) e de seu grupo na segunda etapa (4 vitórias em 6 partidas), o Peixe avançou ao mata-mata da competição com absoluto favoritismo. Nas quartas, enfrentou o Cascavel e abriu vantagem com uma goleada por 6 a 1; um empate em 2 a 2 na partida de volta foi suficiente para confirmar a classificação. Diante do Florianópolis na semifinal, nova goleada na ida (6 a 0) e novo empate na volta (1 a 1) levaram o Santos à decisão da edição. A final contra Carlos Barbosa começou com os santistas sendo derrotados por 4 a 3 fora de casa. Sem Falcão, expulso após reclamar da arbitragem na partida de ida, a equipe alvinegra venceu por 3 a 2 e forçou uma prorrogação que terminou com o placar zerado. Nas penalidades, o Santos triunfou por 7 a 6 e conquistou o título diante de sua torcida.
Os semifinalistas Corinthians e Florianópolis concluíram o torneio como terceiro e quarto colocados, respectivamente. Falcão, campeão e autor de 32 gols, foi o artilheiro pela quinta vez, igualando a marca de Lenísio.

## Fórmula de disputa
O regulamento dividiu o campeonato em três fases principais.

### Primeira fase
Os 23 participantes jogam entre si em turno único. Os 16 melhores colocados avançam para a etapa seguinte. Em casos de empates de pontuação, os critérios para desempate são, em ordem: maior número de vitórias, saldo de gols, mais gols marcados, menos gols sofridos, menor número de cartões vermelhos, menor número de cartões amarelos e, por fim, sorteio.

### Segunda fase
As 16 equipes classificadas da primeira fase são distribuídas entre quatro grupos: A (1.º, 8.º, 12.º e 16.º colocados), B (2.º, 7.º, 11.º e 15.º), C (3.º, 6.º, 10.º e 14.º) e D (4.º, 5.º, 9.º e 13.º); os quatro participantes de cada grupo confrontam-se em dois turnos, invertendo os mandos de quadra. Classificam-se para as quartas de final os dois melhores de cada grupo. Em caso de empate de pontuação na classificação, são considerados os critérios de desempate anteriormente descritos.

### Fase final
As oito equipes classificadas se enfrentam com ida e volta. Se houver uma vitória e um empate, a equipe com vantagem avança. Em caso de empates ou vitórias alternadas, realiza-se prorrogação (10 minutos) e, se ainda não houver vencedor, aplica-se a disputa de tiros livres diretos da marca penal. A semifinal segue a mesma fórmula.
A final é disputada entre os vencedores das semifinais. A equipe de melhor campanha nas fases anteriores possui mando de quadra no segundo jogo. Em caso de empate ao final do tempo regulamentar, há prorrogação de 10 minutos (sem intervalo, somente com a inversão de quadra aos 5 minutos). Persistindo a igualdade, ambos os finalistas disputam tiros livres diretos a partir da marca penal, seguindo a regra oficial do futebol de salão.

## Participantes
| Equipe         | Cidade                  | Estado | Ginásio (mando)                     | Em 2010          | Títulos (último) |
| -------------- | ----------------------- | ------ | ----------------------------------- | ---------------- | ---------------- |
| Anápolis       | Anápolis                | GO     | Ginásio Newton de Faria             | 19.º             | 0 (não possui)   |
| Assoeva        | Venâncio Aires          | RS     | Ginásio Parque do Chimarrão         | 14.º             | 0 (não possui)   |
| Atlântico      | Erechim                 | RS     | Caldeirão do Galo                   | 7.º              | 0 (não possui)   |
| Carlos Barbosa | Carlos Barbosa          | RS     | Centro Sérgio Luiz Guerra           | 4.º              | 4 (2009)         |
| Cascavel       | Cascavel                | PR     | Ginásio da Neva                     | 15.º             | 0 (não possui)   |
| Concórdia      | Concórdia               | SC     | Centro de Eventos Concórdia         | (não participou) | 0 (não possui)   |
| Copagril       | Marechal Cândido Rondon | PR     | Ginásio Ney Braga                   | 2.º              | 0 (não possui)   |
| Corinthians    | São Paulo               | SP     | Ginásio Wlamir Marques              | 3.º              | 0 (não possui)   |
| Florianópolis  | Florianópolis           | SC     | Ginásio Rozendo Lima                | 11.º             | 0 (não possui)   |
| Intelli        | Orlândia                | SP     | Ginásio Maurício Leite de Moraes    | 6.º              | 0 (não possui)   |
| Joinville      | Joinville               | SC     | Ginásio da Univille                 | 5.º              | 0 (não possui)   |
| Londrinense    | Londrina                | PR     | Ginásio de Esportes Moringão        | (não participou) | 0 (não possui)   |
| Macaé          | Macaé                   | RJ     | Ginásio Mauricio Soares Bittencourt | 13.º             | 0 (não possui)   |
| Minas          | Belo Horizonte          | MG     | Arena Juscelino Kubitschek          | 10.º             | 0 (não possui)   |
| Peixe          | Sobradinho              | DF     | Ginásio de Sobradinho               | (não participou) | 0 (não possui)   |
| Petrópolis     | Petrópolis              | RJ     | Centro Poliesportivo da UCP         | 8.º              | 0 (não possui)   |
| Praia          | Uberlândia              | MG     | Ginásio Oranides Borges             | 16.º             | 0 (não possui)   |
| Santos         | Santos                  | SP     | Arena Santos                        | (não participou) | 0 (não possui)   |
| São José       | São José dos Campos     | SP     | Ginásio do Tênis Clube              | (não participou) | 0 (não possui)   |
| São Paulo      | São Paulo               | SP     | Ginásio da ADPM (Marília)           | 20.º             | 0 (não possui)   |
| Suzano         | Suzano                  | SP     | Ginásio Professor Roberto David     | (não participou) | 0 (não possui)   |
| Umuarama       | Umuarama                | PR     | Ginásio Amário Vieira da Costa      | 9.º              | 0 (não possui)   |
| Unisul         | Tubarão                 | SC     | Ginásio Francisco Salgado Filho     | 21.º             | 0 (não possui)   |

## Primeira fase
| Pos | Equipe         | Pts | J  | V  | E | D  | GP | GC | SG  |    |   | Classificação                     |
| --- | -------------- | --- | -- | -- | - | -- | -- | -- | --- | -- | - | --------------------------------- |
| 1   | Santos         | 57  | 22 | 18 | 3 | 1  | 88 | 49 | +39 | 36 | 4 | Classificados para a segunda fase |
| 2   | Carlos Barbosa | 54  | 22 | 17 | 3 | 2  | 84 | 38 | +46 | 27 | 0 | Classificados para a segunda fase |
| 3   | Intelli        | 41  | 22 | 13 | 2 | 7  | 73 | 56 | +17 | 30 | 2 | Classificados para a segunda fase |
| 4   | Joinville      | 39  | 22 | 12 | 3 | 7  | 72 | 51 | +21 | 41 | 2 | Classificados para a segunda fase |
| 5   | Cascavel       | 37  | 22 | 11 | 4 | 7  | 78 | 58 | +20 | 38 | 6 | Classificados para a segunda fase |
| 6   | São José       | 37  | 22 | 11 | 4 | 7  | 68 | 55 | +13 | 33 | 6 | Classificados para a segunda fase |
| 7   | Umuarama       | 37  | 22 | 10 | 7 | 5  | 55 | 49 | +6  | 31 | 5 | Classificados para a segunda fase |
| 8   | Copagril       | 35  | 22 | 11 | 2 | 9  | 44 | 31 | +13 | 22 | 3 | Classificados para a segunda fase |
| 9   | Atlântico      | 35  | 22 | 10 | 5 | 7  | 64 | 54 | +10 | 40 | 6 | Classificados para a segunda fase |
| 10  | Petrópolis     | 32  | 22 | 10 | 2 | 10 | 79 | 76 | +3  | 37 | 7 | Classificados para a segunda fase |
| 11  | Corinthians    | 31  | 22 | 8  | 7 | 7  | 49 | 49 | 0   | 30 | 2 | Classificados para a segunda fase |
| 12  | Minas          | 27  | 22 | 8  | 3 | 11 | 62 | 70 | -8  | 36 | 4 | Classificados para a segunda fase |
| 13  | Florianópolis  | 27  | 22 | 7  | 6 | 9  | 43 | 47 | -4  | 28 | 2 | Classificados para a segunda fase |
| 14  | Unisul         | 27  | 22 | 7  | 6 | 9  | 54 | 64 | -10 | 36 | 3 | Classificados para a segunda fase |
| 15  | Peixe          | 26  | 22 | 8  | 2 | 12 | 61 | 72 | -11 | 33 | 2 | Classificados para a segunda fase |
| 16  | Suzano         | 26  | 22 | 6  | 8 | 8  | 55 | 59 | -4  | 29 | 3 | Classificados para a segunda fase |
| 17  | Macaé          | 25  | 22 | 7  | 4 | 11 | 50 | 59 | -9  | 29 | 4 | Eliminados na primeira fase       |
| 18  | São Paulo      | 25  | 22 | 7  | 4 | 11 | 63 | 74 | -11 | 41 | 3 | Eliminados na primeira fase       |
| 19  | Assoeva        | 25  | 22 | 7  | 4 | 11 | 52 | 65 | -13 | 29 | 0 | Eliminados na primeira fase       |
| 20  | Praia          | 24  | 22 | 7  | 3 | 12 | 40 | 68 | -28 | 43 | 1 | Eliminados na primeira fase       |
| 21  | Londrinense    | 23  | 22 | 5  | 8 | 9  | 66 | 79 | -13 | 37 | 2 | Eliminados na primeira fase       |
| 22  | Concórdia      | 20  | 22 | 6  | 2 | 14 | 54 | 72 | -18 | 36 | 1 | Eliminados na primeira fase       |
| 23  | Anápolis       | 2   | 22 | 0  | 2 | 20 | 39 | 98 | -59 | 36 | 2 | Eliminados na primeira fase       |

## Segunda fase

### Grupo A
| Pos | Equipe   | Pts | J | V | E | D | GP | GC | SG  |    |   | Classificação                   |
| --- | -------- | --- | - | - | - | - | -- | -- | --- | -- | - | ------------------------------- |
| 1   | Santos   | 13  | 6 | 4 | 1 | 1 | 25 | 11 | +14 | 11 | 0 | Classificados para a fase final |
| 2   | Copagril | 13  | 6 | 4 | 1 | 1 | 19 | 12 | +7  | 8  | 0 | Classificados para a fase final |
| 3   | Minas    | 6   | 6 | 2 | 0 | 4 | 13 | 20 | -7  | 11 | 0 | Eliminados na segunda fase      |
| 4   | Suzano   | 3   | 6 | 1 | 0 | 5 | 8  | 22 | -14 | 10 | 1 | Eliminados na segunda fase      |

### Grupo B
| Pos | Equipe         | Pts | J | V | E | D | GP | GC | SG  |    |   | Classificação                   |
| --- | -------------- | --- | - | - | - | - | -- | -- | --- | -- | - | ------------------------------- |
| 1   | Carlos Barbosa | 16  | 6 | 5 | 1 | 0 | 21 | 10 | +11 | 9  | 0 | Classificados para a fase final |
| 2   | Corinthians    | 9   | 6 | 2 | 3 | 1 | 14 | 11 | +3  | 9  | 0 | Classificados para a fase final |
| 3   | Umuarama       | 6   | 6 | 1 | 3 | 2 | 13 | 16 | -3  | 5  | 0 | Eliminados na segunda fase      |
| 4   | Peixe          | 1   | 6 | 0 | 1 | 5 | 10 | 21 | -11 | 12 | 0 | Eliminados na segunda fase      |

### Grupo C
| Pos | Equipe     | Pts | J | V | E | D | GP | GC | SG |    |   | Classificação                   |
| --- | ---------- | --- | - | - | - | - | -- | -- | -- | -- | - | ------------------------------- |
| 1   | São José   | 13  | 6 | 4 | 1 | 1 | 18 | 17 | +1 | 11 | 1 | Classificados para a fase final |
| 2   | Intelli    | 9   | 6 | 2 | 3 | 1 | 28 | 19 | +9 | 20 | 1 | Classificados para a fase final |
| 3   | Petrópolis | 6   | 6 | 1 | 3 | 2 | 17 | 18 | -1 | 14 | 3 | Eliminados na segunda fase      |
| 4   | Unisul     | 4   | 6 | 1 | 1 | 4 | 14 | 23 | -9 | 11 | 1 | Eliminados na segunda fase      |

### Grupo D
| Pos | Equipe        | Pts | J | V | E | D | GP | GC | SG |    |   | Classificação                   |
| --- | ------------- | --- | - | - | - | - | -- | -- | -- | -- | - | ------------------------------- |
| 1   | Cascavel      | 11  | 6 | 3 | 2 | 1 | 16 | 12 | +4 | 11 | 1 | Classificados para a fase final |
| 2   | Florianópolis | 9   | 6 | 2 | 3 | 1 | 10 | 10 | 0  | 18 | 0 | Classificados para a fase final |
| 3   | Joinville     | 8   | 6 | 2 | 2 | 2 | 16 | 13 | +3 | 14 | 1 | Eliminados na segunda fase      |
| 4   | Atlântico     | 3   | 6 | 0 | 3 | 3 | 13 | 20 | -7 | 14 | 1 | Eliminados na segunda fase      |

## Fase final
|  | Quartas de final | Quartas de final | Quartas de final |       |             | Semifinais | Semifinais | Semifinais |  |        | Final | Final | Final |
|  |                  |                  |                  |       |             |            |            |            |  |        |       |       |       |
|  | Santos           | 6                | 2                |       |             |            |            |            |  |        |       |       |       |
|  | Cascavel         | 1                | 2                |       |             |            |            |            |  |        |       |       |       |
|  | Cascavel         | 1                | 2                |       | Santos      | 6          | 1          |            |  |        |       |       |       |
|  |                  |                  |                  |       | Santos      | 6          | 1          |            |  |        |       |       |       |
|  |                  | Florianópolis    | 0                | 1     |             |            |            |            |  |        |       |       |       |
|  | Copagril         | Florianópolis    | 0                | 1     | 1           | 2          |            |            |  |        |       |       |       |
|  | Copagril         |                  |                  |       | 1           | 2          |            |            |  |        |       |       |       |
|  | Florianópolis    | 2                | 3                |       |             |            |            |            |  |        |       |       |       |
|  | Florianópolis    | 2                | 3                |       |             |            |            |            |  | Santos | 3     | 3 (7) |       |
|  |                  |                  |                  |       |             |            |            |            |  | Santos | 3     | 3 (7) |       |
|  |                  | Carlos Barbosa   | 4                | 2 (6) |             |            |            |            |  |        |       |       |       |
|  | São José         | Carlos Barbosa   | 4                | 2 (6) | 1           | 1          |            |            |  |        |       |       |       |
|  | São José         |                  |                  |       | 1           | 1          |            |            |  |        |       |       |       |
|  | Corinthians      | 2                | 3                |       |             |            |            |            |  |        |       |       |       |
|  | Corinthians      | 2                | 3                |       | Corinthians | 1          | 4          |            |  |        |       |       |       |
|  |                  |                  |                  |       | Corinthians | 1          | 4          |            |  |        |       |       |       |
|  |                  | Carlos Barbosa   | 6                | 4     |             |            |            |            |  |        |       |       |       |
|  | Carlos Barbosa   | Carlos Barbosa   | 6                | 4     | 6           | 3          |            |            |  |        |       |       |       |
|  | Carlos Barbosa   |                  |                  |       | 6           | 3          |            |            |  |        |       |       |       |
|  | Intelli          | 6                | 2                |       |             |            |            |            |  |        |       |       |       |
|  | Intelli          | 6                | 2                |       |             |            |            |            |  |        |       |       |       |

### Final

#### Ida
| 15 de novembro | Carlos Barbosa                                                     | 4 – 3 | Santos                                | Sérgio Luiz Guerra, Carlos Barbosa |
| 21:00          | Flávio 24:15' · Tostão 34:04' · Thiaguinho 35:29' · Rodrigo 36:45' |       | Falcão 13:31' 21:35' · Jackson 36:22' |                                    |

#### Volta
| 22 de novembro | Santos                                      | 3 – 2 | Carlos Barbosa                | Arena Santos, Santos |
| 21:00          | Neto 04:09' · Pixote 26:52' · Deives 36:10' |       | Sinoê 19:11' · Rodrigo 33:01' |                      |

|                                                           |       | Penalidades                                                             |  |
| Neto Pixote Índio Deives Valdin Ricardinho Bruno Souza Jé | 7 – 6 | Leandrinho Rodrigo Daniel Marcênio Carlinhos Jonathan Thiaguinho Tostão |  |

## Premiação
| Liga Futsal de 2011         |
| --------------------------- |
|                             |
| Santos Campeão (1.º título) |

### Seleção do campeonato
| Pos.    | Vencedor       | Equipe         |
| ------- | -------------- | -------------- |
| Goleiro | Ney            | Florianópolis  |
| Fixo    | Neto           | Santos         |
| Alas    | Marcênio       | Carlos Barbosa |
| Alas    | Dyego          | Copagril       |
| Pivô    | Keké           | São José       |
| Técnico | Paulo Mussalém | Carlos Barbosa |

### Prêmios individuais
| Prêmio         | Vencedor         | Equipe         |
| -------------- | ---------------- | -------------- |
| Melhor jogador | Falcão           | Santos         |
| Revelação      | Marcênio         | Carlos Barbosa |
| Artilheiro     | Falcão (32 gols) | Santos         |

## Classificação geral
| Pos | Equipe         | Pts | J  | V  | E  | D  | GP  | GC | SG  | %  | Classificação                   |
| --- | -------------- | --- | -- | -- | -- | -- | --- | -- | --- | -- | ------------------------------- |
| 1   | Santos         | 81  | 34 | 25 | 6  | 3  | 134 | 70 | +64 | 80 | Campeão                         |
| 2   | Carlos Barbosa | 81  | 34 | 25 | 6  | 3  | 130 | 67 | +63 | 80 | Vice-campeão                    |
| 3   | Corinthians    | 47  | 32 | 12 | 11 | 9  | 73  | 72 | +1  | 49 | Eliminados nas semifinais       |
| 4   | Florianópolis  | 43  | 32 | 11 | 10 | 11 | 59  | 67 | -8  | 45 | Eliminados nas semifinais       |
| 5   | Intelli        | 51  | 30 | 15 | 6  | 9  | 109 | 84 | +25 | 57 | Eliminados nas quartas de final |
| 6   | São José       | 50  | 30 | 15 | 5  | 10 | 88  | 77 | +11 | 56 | Eliminados nas quartas de final |
| 7   | Cascavel       | 49  | 30 | 14 | 7  | 9  | 97  | 78 | +19 | 55 | Eliminados nas quartas de final |
| 8   | Copagril       | 48  | 30 | 15 | 3  | 12 | 66  | 48 | +18 | 54 | Eliminados nas quartas de final |
| 9   | Joinville      | 47  | 28 | 14 | 5  | 9  | 88  | 64 | +24 | 56 | Eliminados na segunda fase      |
| 10  | Umuarama       | 43  | 28 | 11 | 10 | 7  | 68  | 65 | +3  | 52 | Eliminados na segunda fase      |
| 11  | Petrópolis     | 38  | 28 | 11 | 5  | 12 | 96  | 94 | +2  | 46 | Eliminados na segunda fase      |
| 12  | Atlântico      | 38  | 28 | 10 | 8  | 10 | 77  | 74 | +3  | 46 | Eliminados na segunda fase      |
| 13  | Minas          | 33  | 28 | 10 | 3  | 15 | 75  | 90 | -15 | 40 | Eliminados na segunda fase      |
| 14  | Unisul         | 31  | 28 | 8  | 7  | 13 | 68  | 87 | -19 | 37 | Eliminados na segunda fase      |
| 15  | Suzano         | 29  | 28 | 7  | 8  | 13 | 63  | 81 | -18 | 35 | Eliminados na segunda fase      |
| 16  | Peixe          | 27  | 28 | 8  | 3  | 17 | 71  | 93 | -22 | 33 | Eliminados na segunda fase      |
| 17  | Macaé          | 25  | 22 | 7  | 4  | 11 | 50  | 59 | -9  | 38 | Eliminados na primeira fase     |
| 18  | São Paulo      | 25  | 22 | 7  | 4  | 11 | 63  | 74 | -11 | 38 | Eliminados na primeira fase     |
| 19  | Assoeva        | 25  | 22 | 7  | 4  | 11 | 52  | 65 | -13 | 38 | Eliminados na primeira fase     |
| 20  | Praia          | 24  | 22 | 7  | 3  | 12 | 40  | 68 | -28 | 37 | Eliminados na primeira fase     |
| 21  | Londrinense    | 23  | 22 | 5  | 8  | 9  | 66  | 79 | -13 | 35 | Eliminados na primeira fase     |
| 22  | Concórdia      | 20  | 22 | 6  | 2  | 14 | 54  | 72 | -18 | 31 | Eliminados na primeira fase     |
| 23  | Anápolis       | 2   | 22 | 0  | 2  | 20 | 39  | 98 | -59 | 4  | Eliminados na primeira fase     |